# إنفانتا صوفيا
انفانتا صوفيا (بالإسبانية: Sofía de Todos los Santos de Borbón y) (من مواليد 29 أبريل 2007) وهي الابنة الصغرى لملك إسبانيا فيليب السادس والملكة ليتيزيا، والأخت الصغرى ليونور، أميرة أستورياس.

## روابط خارجية
- الموقع الرسمي للعائله الملكية الإسبانية (بالإسبانية)